# Barbara Negri
Barbara Negri (Sorrento, 6 giugno 1986) è un'ex cestista italiana.

## Carriera
A 13 anni approda nelle file della Napoli Basket Vomero, con la quale esordisce in A2 nel 2001-02, all'età di 15 anni.
Nel 2002 passa al Basket Sulmona, società che partecipava alla B1 Nazionale.
Approda ad Alghero nel 2006, con la squadra sarda impegnata in A1. La stagione successiva 2006-07, sempre in Serie A1, terminerà con la retrocessione della compagine sarda in Serie A2. Resta a giocare con la Mercede Basket Alghero sino all'estate del 2010 quando fa ritorno nella sua regione natale, la Campania, andando a giocare in Serie B d'Eccellenza femminile con la Nuova Fiamma Stabia, formazione di Castellammare di Stabia.